# Diospyros foxworthyi
Espèce
Synonymes
- Diospyros cylindrocarpa Kosterm.[1]
- Diospyros laevigata Bakh.[1]

Statut de conservation UICN

 LC  : Préoccupation mineure
Diospyros foxworthyi est une espèce de plantes à fleurs de la famille des Ebenaceae.

## Publication originale
- Gardens' Bulletin, Straits Settlements 7: 171. 1933.